# Fiuminata
Fiuminata este o comună din provincia Macerata, regiunea Marche, Italia, cu o populație de 1.276 locuitori (1 ianuarie 2023) și o suprafață de 76,22 km².

## Demografie
Fiuminata - evoluția demografică

|  | Graficele sunt indisponibile din cauza unor probleme tehnice. Mai multe informații se găsesc la Phabricator și la wiki-ul MediaWiki. |

Date: Recensăminte sau birourile de statistică - grafică realizată de Wikipedia